# فرودگاه لنزداون هاوزیز
فرودگاه لنزداون هاوزیز  (به انگلیسی: Lansdowne House Airport) یک فرودگاه همگانی با کد یاتا YLH است که یک باند فرود شن دارد و طول باند آن ۱۰۶۱ متر است. این فرودگاه در کشور ایالات متحده آمریکا قرار دارد و در ارتفاع ۲۵۴ متری از سطح دریا واقع شده است.